# American Heritage (rivista)
American Heritage è una rivista dedicata alla divulgazione della storia degli Stati Uniti d'America per un pubblico mainstream. Fino al 2007, la rivista è stata pubblicata da Forbes. Da quel momento, Edwin S. Grosvenor è stato il suo editore. La pubblicazione della stampa è stata sospesa all'inizio del 2013 , ma la rivista ha rilanciato in formato digitale con il numero dell'estate 2017  dopo che una campagna Kickstarter ha raccolto 31203 $ da 587 sostenitori. L'editore ha dichiarato che intendeva anche rilanciare la pubblicazione sorella della rivista Invention & Technology, che ha cessato di essere pubblicata nel 2011.